# Sofrologia
La sofrologia è un metodo di rilassamento dinamico sviluppato dal neuropsichiatra Alfonso Caycedo dal 1960 al 2001 e comprende esercizi fisici e mentali per promuovere la salute e il benessere. La sofrologia è stata definita "un metodo, una pratica e una filosofia" che utilizza la connessione mente-corpo per aumentare la consapevolezza e la vita cosciente, con l'obiettivo di consentire agli individui di creare più equilibrio e armonia in se stessi e nel mondo che li circonda.
Le influenze sulla Sofrologia includono fenomenologia, ipnosi, yoga, meditazione del buddismo tibetano, meditazione Zen giapponese, rilassamento muscolare progressivo, training autogeno, psicologia, neurologia e il metodo creato contiene una serie di esercizi che combinano tecniche di respirazione e rilassamento, movimento gentile, creatività visualizzazione, meditazione e mindfulness.
Rivendica usi benefici in una serie di aree che vanno dall'autosviluppo al benessere sebbene ci siano studi limitati per convalidare scientificamente gli effetti benefici, quantitativi o qualitativi, rivendicati dalla Sofrologia metodo.
La pratica è popolare nell'Europa continentale. In Svizzera e Francia è coperto dalla maggior parte delle compagnie di assicurazione sanitaria e offerto agli studenti nelle scuole.

## Etimologia del nome
La parola Sofrologia deriva da tre parole del greco antico σῶς / sos ("armonia"), φρήν / phren ("mente") e -λογία / logos ("studio, scienza") e significa "studio della coscienza in armonia" o “la scienza dell'armonia della coscienza”.

## Critiche

### Validità scientifica limitata degli effetti benefici
Esistono studi limitati per convalidare scientificamente gli effetti benefici, quantitativi o qualitativi, rivendicati dal metodo sofrologico. Infatti gli studi citati nei principali motori di ricerca medico-scientifica descrivono osservazioni cliniche e sono assenti studi con trial randomizzati o con gruppi di controllo adeguati che supportino l'efficacia del metodo, al di là di un potenziale effetto placebo.
il Ministero della Salute francese ha valutato che "A tutt'oggi, non essendo stato condotto alcuno studio serio in questa direzione sulla sofrologia, questa attività non può essere considerata come un metodo terapeutico da promuovere".

### Divergenza dalla sofrologia di Caycedo
Per proteggere il metodo che ha creato, Caycedo ha registrato il marchio "Caycedian Sophrology" mentre la parola "Sophrology" rimane libera da copyright. La deriva dal metodo originale, sviluppato da Caycedo, significa che oggi esiste una distinzione tra "Sofrologia caycediana" e "Sofrologia", con scuole di formazione non caycedane che offrono versioni potenzialmente "adulterate" del metodo.